# سیارک ۴۲۰۷
سیارک ۴۲۰۷ (به انگلیسی: 4207 Chernova، نامگذاری:1986RO2) چهار هزار و دویست و هفتمین سیارک کشف شده‌است که در ۵ سپتامبر ۱۹۸۶ کشف شد.
قدر مطلق سیارک برابر ۱۱٫۲۰ است.